# Metoda indywidualnych przypadków
Metoda indywidualnych przypadków opracowana przez Mary Richmond, jest sposobem badań polegającym na analizie jednostkowych losów ludzkich uwikłanych w określone sytuacje wychowawcze, lub na analizie konkretnych zjawisk natury wychowawczej poprzez pryzmat jednostkowych biografii ludzkich z nastawieniem na opracowanie diagnozy przypadku lub zjawiska w celu podjęcia działań terapeutycznych. 
Metoda analizy przypadków to możliwie dokładny i wielostronny obraz nielicznych przypadków danego zjawiska, celem uzyskania wniosków empirycznych. Pogłębiona, wnikliwa i wielostronna analiza ma w założeniu zastąpić znaczne ilości danych mogące być podstawą do opracowania statystycznego. Może zastąpić niekiedy metodę statystyczną lub metodę eksperymentalną.
Metoda ta, zwana inaczej studium indywidualnych przypadków, wywodzi się z metod pracy socjalnej, rozwijanych w pedagogice opiekuńczej. Zgodnie z tradycją pedagogiki społecznej należy ograniczyć zakres metody określonej jako studium przypadków indywidualnych do badań skupionych wokół biografii ludzkich. Metoda rozpowszechniła się w latach dwudziestych poprzedniego wieku. 
Według Tadeusza Pilcha
...metoda indywidualnych przypadków jest sposobem badań polegającym na analizie jednostkowych losów ludzkich uwikłanych w określone sytuacje wychowawcze lub na analizie konkretnych zjawisk natury wychowawczej poprzez pryzmat jednostkowych biografii ludzkich z nastawieniem na opracowanie diagnozy przypadku lub zjawiska w celu podjęcia działań terapeutycznych